# Ecotoop
| - Landschap - Ecotoop of landschapselement - Biotoop - Levensgemeenschap |

Een ecotoop is het kleinste, ecologisch nog onderscheidbare gebied in een ecologisch classificatiesysteem van landschappen. Het vertegenwoordigt een relatief homogene, ruimtelijke gebiedseenheid met eigenschappen voor het meten en vastleggen van de gebiedsstructuur, functie en verandering. Ecotopen worden vaak afgegrensd op basis van reliëf, bodem en grondwater enerzijds en vegetatie en grondgebruik anderzijds.
De eerste definitie van ecotoop werd in 1939 opgesteld door de Engelse botanicus Arthur Tansley. Hij stelde dat een ecotoop "het speciale gedeelte, […], van de ruimtelijke wereld dat een leefomgeving vormt voor de daarin levende organismen" is. In 1945 gebruikte Carl Troll het woord ecotoop voor het eerst in de landschapsecologie "het kleinste ruimtelijke object of onderdeel van een geografisch gebied". In andere disciplines wordt dit verder toegelicht door te stellen dat een ecotoop ecologisch homogeen en de kleinste ecologisch nog relevante eenheid is.
In de ecologie is een ecotoop ook gedefinieerd als "De relatie van de soort tot de totale reeks van omgevingen en biotische factoren, waardoor het beïnvloed wordt" (Whittaker et al, 1973), maar deze definitie wordt weinig gebruikt, omdat het verwarring geeft met het ecologische niche concept.
Er kunnen veel verschillende typen landschappen worden onderscheiden. Bijvoorbeeld in het zandlandschap komen een selectie voor van diverse ecosystemen die karakteristiek zijn voor dit landschapstype zoals beekdal, bos of heideveld. Het ecosysteem beekdal bestaat uit de ecotopen beekmoeras, beekdalgrasland, beekbegeleidende bossen en beekloop. Deze landschappen zijn weer te onderscheiden in ecotopen of landschapselementen.

Voorbeeld zandlandschap
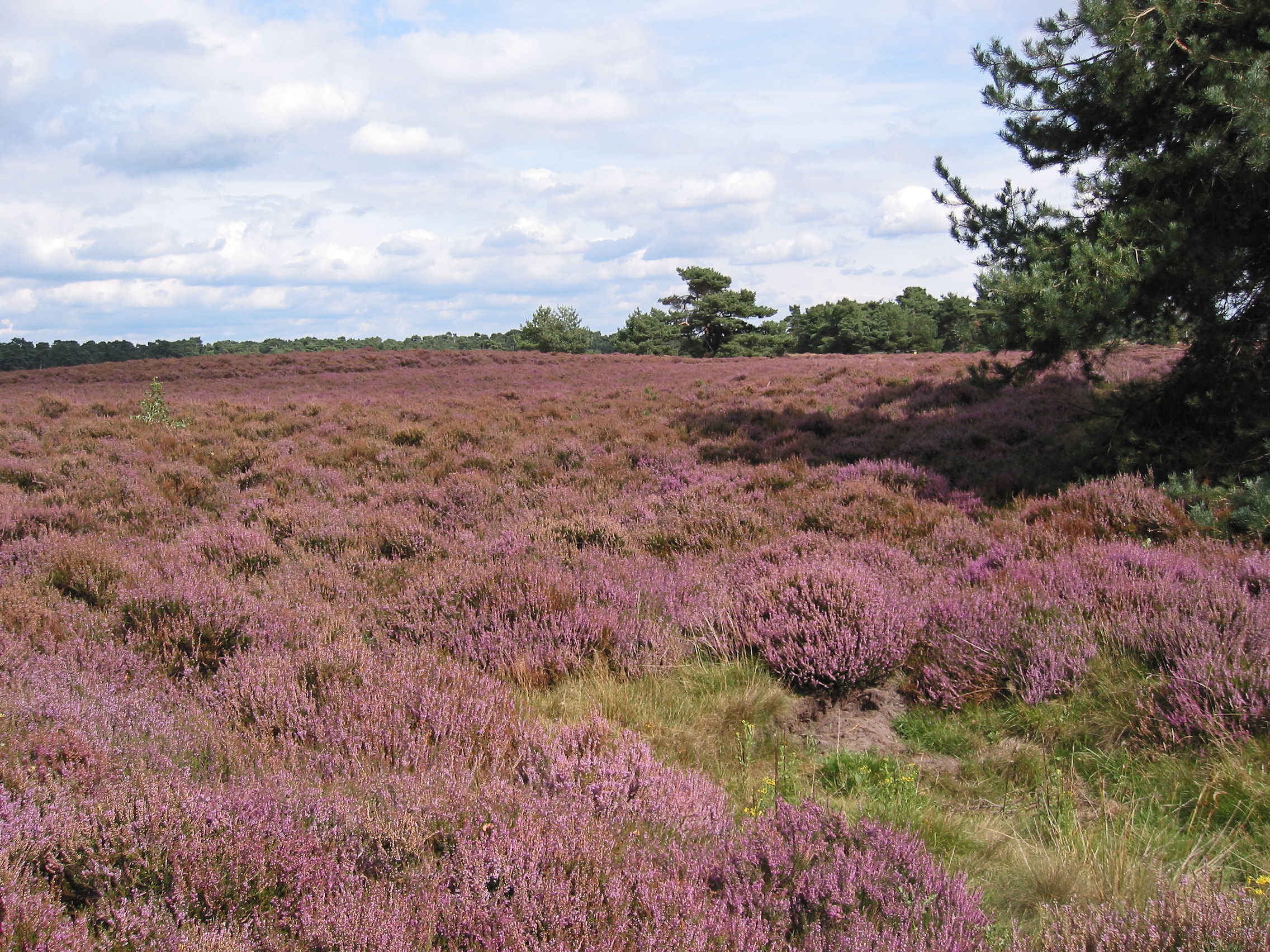
Heideveld van het Wekeromse Zand
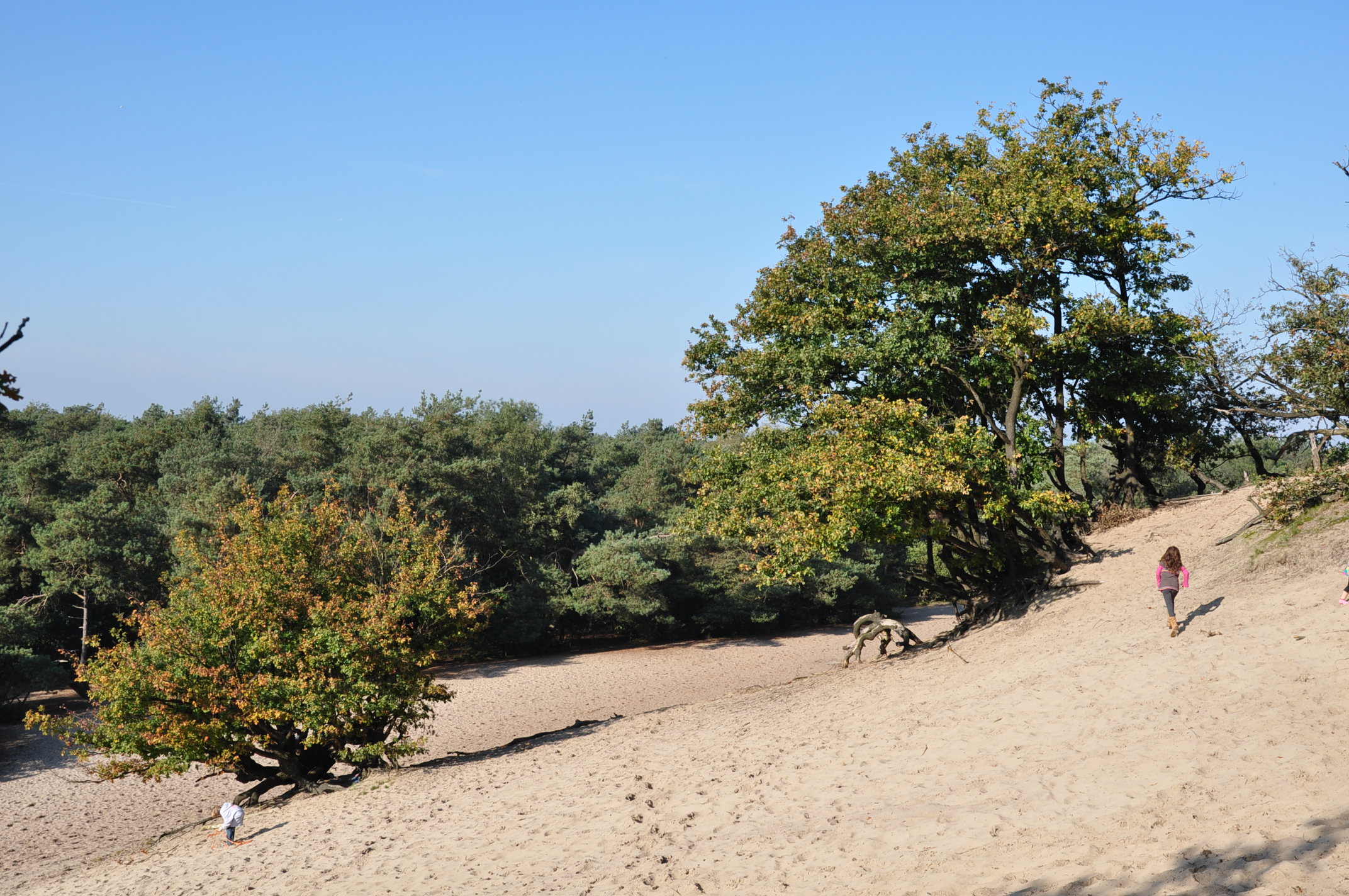
Duinvorming in de Bedafse Bergen
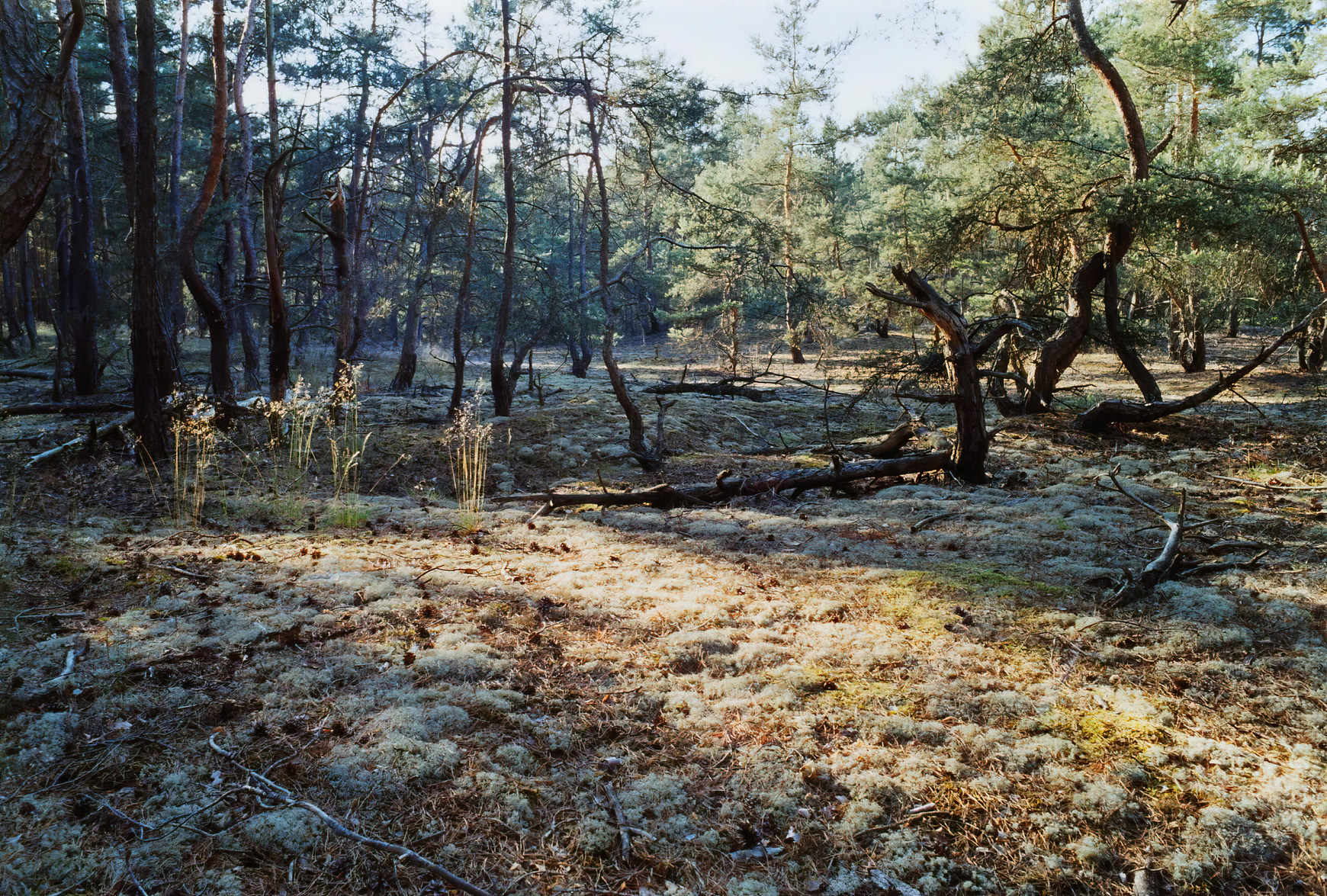
Korstmossenrijk naaldbos op zandgrond
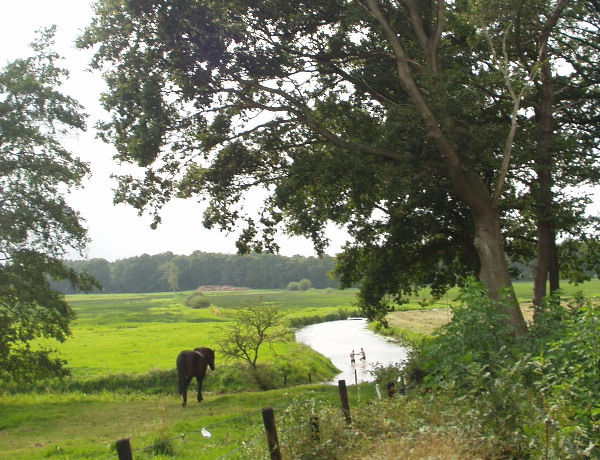
beekdal van de Drentsche Aa

Net zoals ecosystemen worden ecotopen beschreven met flexibele (aanpasbare) kenmerken. Ecotopen worden ingedeeld naar een combinatie van wisselwerkingen tussen biotische en abiotische factoren, zoals vegetatie, bodems, waterhuishouding en andere factoren. Ook moet de tijd meegenomen worden, waarin een ecotoop stabiel is en de minimumomvang van het gebied.